# 競争の導入による公共サービスの改革に関する法律
競争の導入による公共サービスの改革に関する法律（きょうそうのどうにゅうによるこうきょうサービスのかいかくにかんするほうりつ、平成18年6月2日法律第51号）は、公共サービスの改革に関する日本の法律である。略称は公共サービス改革法または市場化テスト法。
2006年6月2日に公布され施行された。

## 概要
本法律は行政改革関連5法案の1つであり、56条と3つの附則から成る。
国や地方公共団体が提供する公共サービスを見直し、民間の事業者の創意・工夫が反映されることが期待されるサービスを官民または民間の競争入札を導入することで公共サービスの質の維持・向上と経費削減を目指す。これらを実施するため、基本理念や公共サービスの改革基本方針、入札手続きなどの必要な事項を定めると共に、官民競争入札等監理委員会の設置を定める法律である。
なお、市場化テスト（官民競争入札等監理）の事務は、2016年に内閣府から総務省に移管された。

## 法律の成立まで
- 2006年2月10日 - 閣議決定、衆議院に本法律案を提出。
- 2006年3月23日 - 衆議院で審議入り。
- 2006年4月19日 - 衆院行政改革特別委員会で一部修正し可決。
- 2006年4月20日 - 衆議院本会議で可決。
- 2006年4月24日 - 参議院で審議入り。
- 2006年5月25日 - 参議院行政改革特別委員会で可決。
- 2006年5月26日 - 午前に行われた参議院本会議で可決、本法案が成立。

## 構 成
第1章 総則（第1条 - 第6条）
第2章 公共サービス改革基本方針等（第7条・第8条）
第3章 官民競争入札及び民間競争入札 
第1節 国の行政機関等による官民競争入札の実施等（第9条 - 第13条）
第2節 国の行政機関等による民間競争入札の実施等（第14条・第15条）
第3節 地方公共団体による官民競争入札の実施等（第16条・第17条）
第4節 地方公共団体による民間競争入札の実施等（第18条・第19条）
第4章 民間事業者が落札者となった場合における公共サービスの実施等
第1節 契約（第20条 - 第23条）
第2節 公共サービスの実施（第24条・第25条）
第3節 監督（第26条 - 第28条）
第5章 法令の特例 
第1節 通則（第29条 - 第31条）
第2節 特定公共サービス（第32条 - 第34条）
第6章 国の行政機関等又は地方公共団体が自ら実施することとなった場合における公共サービスの実施等（第35条・第36条）
第7章 官民競争入札等監理委員会等 
第1節 官民競争入札等監理委員会（第37条 - 第46条）
第2節 地方公共団体の審議会その他の合議制の機関（第47条）
第8章 雑則（第48条 - 第53条）
第9章 罰則（第54条 - 第56条）
附則